# Adolfo Sánchez Vázquez

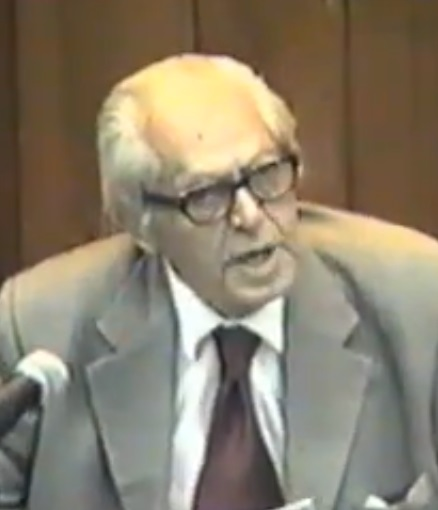
Adolfo Sánchez Vázquez (2003)

Adolfo Sánchez Vázquez (* 17. September 1915 in Algeciras, Provinz Cádiz, Spanien; † 8. Juli 2011 in Mexiko-Stadt) war ein spanisch-mexikanischer Philosoph, Literaturkritiker und Schriftsteller, der sich als Hochschullehrer insbesondere mit dem Marxismus und dessen Erneuerung befasste.

## Leben
Nach dem Schulbesuch studierte Sánchez Vázquez an der Universidad Central de Madrid und war dort Student von José Ortega y Gasset. Bereits während des Studiums engagierte er sich im Jugendverband der Partido Comunista de España (PCE), ehe er nach dem Ende des Spanischen Bürgerkrieges mit der Sinaia ins Exil nach Mexiko gelangte, wo er bis zu seinem Tode lebte.
Später nahm er eine Professur für Philosophie an der Nationalen Autonomen Universität von Mexiko (UNAM) an und lehrte an dieser bis zu seiner Emeritierung. Neben seiner Lehrtätigkeit befasste er sich insbesondere mit Fragen zum Marxismus und sah sich als Kritiker des orthodoxen Stalinismus. Dabei versuchte er den Marxismus durch humanistische und demokratische Ansätze zu erneuern und verfasste dazu Bücher wie Las ideas estéticas de Marx (1965), Estética y Marxismo (1970) sowie Del Socialismo Científico al Socialismo Utópico (1975). Daneben verfasste er zahlreiche weitere Arbeiten sowie literaturkritische Schriften.
Für seine wissenschaftlichen Verdienste wurde er mit dem Orden del Mérito Civil von Spanien ausgezeichnet. Daneben wurden ihm Ehrendoktorwürden durch die Benemérita Universidad Autónoma de Puebla (BUAP), Universität von Nueve Léon, Universidad de Guadalajara (UdeG), Universität Cádiz, Universität Complutense Madrid (2000) sowie die Nationale Fernuniversität (UNED) verliehen. 2004 wurde er außerdem Ehrenbürger der Provinz Málaga.

## Schriften (auf Deutsch)
- Hauptmotive der Ästhetik Diego Riveras. In: Diego Rivera 1886–1957. Retrospektive. Text-Bild-Band zur gleichnamigen Ausstellung 23. Juli – 16. Sept. in Berlin (West), Neue Gesellschaft für Bildende Kunst (GBKB) und Staatliche Kunsthalle Berlin. Konzeption des Bandes: Olav Münzberg und Michael Nungesser. Dietrich Reimer Verlag, Berlin (West) 1987, S. 194–208.
- Überprüfung der sozialistischen Idee angesichts ihrer Kritiker. Übers. Wolfgang Gabbert. In: Miloš Nikolić (Hrsg.): Der Sozialismus an der Schwelle zum 21. Jahrhundert. Bd. 2, Argument-Verlag, Berlin (West) 1985, S. 111–115.
- Demokratie, Revolution und Sozialismus. Übers. Stefan Gandler. In: Diskus. Frankfurter StudentInnenzeitung. Frankfurt am Main Juli 1990, Jg. 39, Nr. 3, S. 43–49.
- Wir werden dafür bezahlen müssen. Mexikanische Intellektuelle diskutieren über Sozialismus und Kommunismus. Diskussion mit folgenden Teilnehmern: Rolando Cordera, Djuka Julios, Eduardo Montes, Luis Salazar C. und Adolfo Sánchez Vázquez. In: Diskus. Frankfurter StudentInnenzeitung. Frankfurt am Main Mai 1990, Jg. 39, Nr. 2, S. 21–26.
- Die Utopie des Don Quijote. Übers. Nana Badenberg. In: Das Argument. Zeitschrift für Philosophie und Sozialwissenschaften. Hamburg Jan. – Feb. 1994, Jg. 36, Nr. 203, Heft 1, S. 79–84.

## Weitere Veröffentlichungen
- El pulso ardiendo. (1942)
- La Filosofía de la Praxis. (1967), 2., erw. und stark überarb. Auflage. Grijalbo, México 1980. (Nachdruck: Siglo XXI Editores, México 2003, ISBN 968-23-2410-6)
- Rousseau en México (la filosofía de Rousseau y la ideología de la independencia). 1969.
- Ética. 1969.
- Antología. Textos of Estética y Teoría del Arte. 1972.
- Sinaia. Diario de la Primera Expedición de Republicanos Españoles a México. 1989.
- Invitación a la estética. 1992.
- Filosofía y circunstancias. 1997.
- Recuerdos y reflexiones del exilio. 1997.
- El valor del socialismo. México, Itaca, 2000.
- A tiempo y destiempo. 2003.
- Ética y política. 2007.
- Creación, estética y filosofía política. Mi recorrido intelectual. Madrid: Editorial Complutense, 2007.
- Incursiones literarias. Sevilla: Renacimiento, 2008. 525 pp. Neuauflage: Mexiko-Stadt: UNAM, Facultad de Filosofía y Letras, 2009.